# Nice artistique

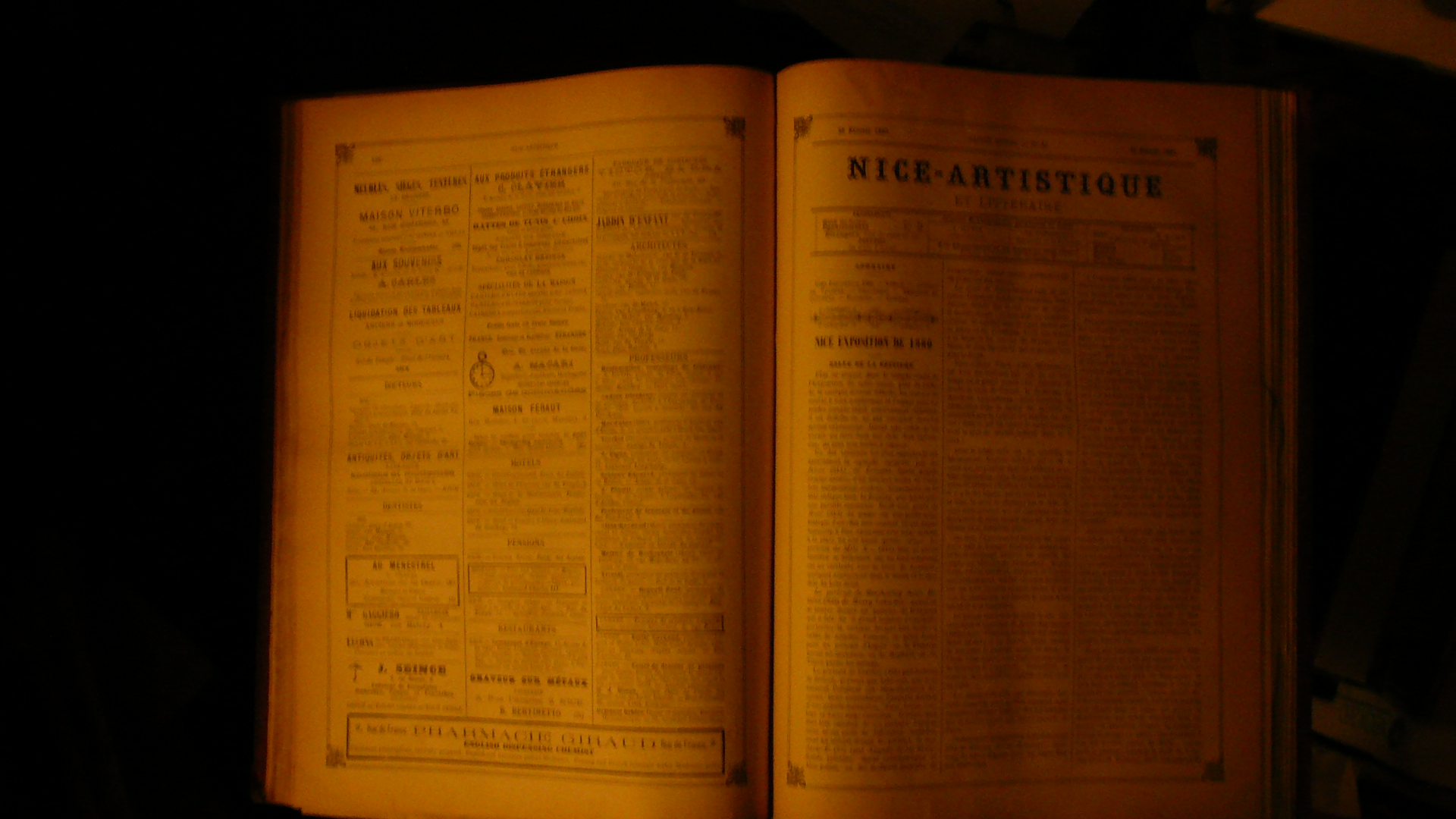
Journal Nice artistique et littéraire paru en 1879 à Nice

Nice-artistique et littéraire dont le premier numéro est sorti en octobre 1879 a été créé par François-Félix Gordolon (1852-1901), architecte et industriel (père du journaliste Paul Gordeaux et grand-père du photo-journaliste André Gordeaux.

## Présentation
Cet hebdomadaire paraissait le samedi avec plusieurs éditions : Nice, Cannes, Monaco, Menton, San Remo. Il était distribué en kiosque et sous forme d'abonnements. Ses bureaux étaient situés au 51, rue Gioffredo à Nice. Le journal, d'une très belle présentation ornée en son centre d'une belle photographie, était édité par l'Imprimerie Niçoise, vendu au prix de 50 centimes le numéro et 15 Francs l'abonnement pour une saison. Il était envoyé gratuitement à chaque étranger, à son arrivée à Nice.
La rédaction du journal sous la direction de J. B Berna était composée de Noël Grey, Blanche de Villiers, Gaston de Metz, Henri de Forville, F. F. Glonrood (anagramme de Gordolon), F. Auteuil, Pallas, De Zibinn, Marcel, Corrad, d'Artois, Léon Brezzi.

Voici un extrait de l'édito de la direction sous forme d'avis aux lecteurs du premier numéro : 

« Notre publication s'efforcera d'être sans prévention, sans distinctions de parti et d'école, l'organe le plus complet de toutes les manifestations de l'esthétique littéraire et artistique. les théâtres, les concerts, les expositions de peinture et de sculpture feront l'objet d'articles dus à des plumes spéciales et autorisées, sans préjudice des communications auxquelles nous nous empresserons d'accorder l'hospitalité la plus large, de quelque nature qu'elles soient, et quelles que soient aussi les opinions qu'elles expriment. Notre journal publiera chaque semaine, soit la biographie d'un de nos artistes en évidence, soit la description détaillée des principales villas ou édifices publics du littoral, biographie ou description accompagnée le plus souvent d'une belle photographie. À côté du but général que nous venons d'indiquer, nous en envisageons un autre plus spécial et plus particulier. Nous voulons parler de l'architecture et de l'industrie, deux questions qui intéressent au plus haut point notre ville où tous les jours de nouvelles constructions sortent de terre à vue d'œil. L'architecture qui embrasse tous les beaux-arts puisqu'elle emprunte à chacun d'eux ses charmes et son harmonie, qui a des rapports très intimes avec les diverses branches de l'industrie puisqu'elles lui apportent leur contingent d'utilité et de détails, l'architecture trouvera dans notre publication un organe technique qui s'efforcera de la mettre en lumière… »

Le journal cessa de paraître après la disparition de son propriétaire-gérant François-Félix Gordolon en 1901.